# Balbegno Castle

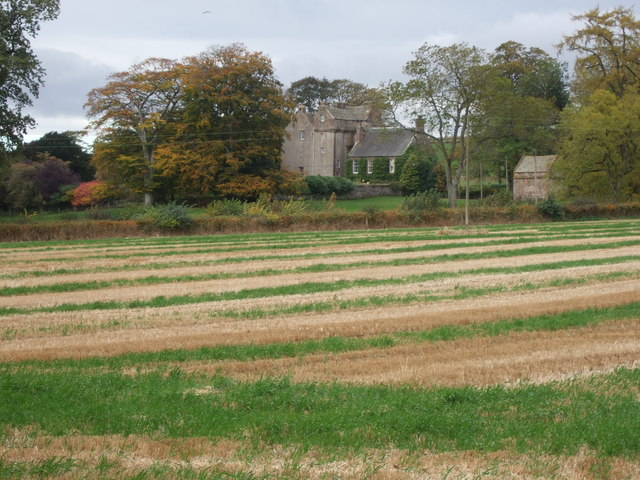
Balbegno Castle

Balbegno Castle ist ein Tower House nahe der schottischen Ortschaft Fettercairn in der Council Area Aberdeenshire. 1972 wurde das Bauwerk in die schottischen Denkmallisten in der höchsten Denkmalkategorie A aufgenommen. Das zugehörige Taubenhaus sowie seine Gärten sind eigenständig als Kategorie-A-Bauwerke eingestuft. Die Stallungen sind hingegen als Kategorie-B-Bauwerk klassifiziert. Alle genannten Bauwerke zusammen bilden ein Denkmalensemble der Kategorie A. Eine zusätzliche Einstufung als Scheduled Monument wurde 2005 aufgehoben.

## Beschreibung

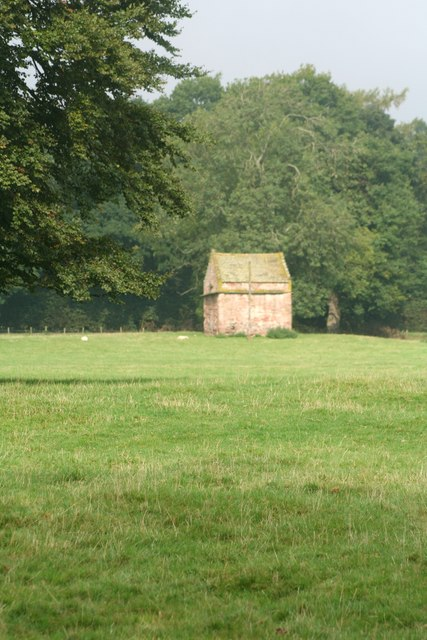
Taubenhaus von Balbegno Castle

Das im Jahre 1569 erbaute Tower House steht isoliert rund einen Kilometer südwestlich von Fettercairn. Als Bauherren sind auf einer eingelegten Platte IWOD und E IRVEIN angegeben. Der Dachstuhl in seiner heutigen Form ist späteren Datums. Es wird das sehr späte 16. oder das späte 17. bis frühe 18. Jahrhundert als Bauzeitraum angegeben. Im Laufe des 18. Jahrhunderts wurde ein Flügel ergänzt. Die Fassaden von Balbegno Castle sind mit Harl verputzt, wobei Natursteineinfassungen abgesetzt sind.
Das L-förmige Tower House ist ungewöhnlicherweise mit dem Außenwinkel nach Süden ausgerichtet. Ebenfalls ungewöhnlich ist der Turm im Innenwinkel, der beinahe die gesamte Fläche zwischen den beiden Schenkeln einnimmt und ein Stockwerk höher als das Tower House ausgeführt ist. Seine Kante ist im obersten Geschoss gerundet. Daneben befindet sich ein reich skulpturiertes Fenster, das auf das frühe 17. Jahrhundert datiert wird. Die überwölbte Halle im ersten Obergeschoss misst 9 m × 5,6 m. Der Anbau ist zweistöckig ausgeführt.
Das im Laufe des 17. Jahrhunderts errichtete Taubenhaus steht rund 300 m östlich von Balbegno Castle. Das Mauerwerk des 5,7 m × 5 m messenden, länglichen Gebäudes besteht aus rötlichem Bruchstein. Die Eingangstüre befindet sich an der westlichen Giebelseite. Unterhalb des steil geneigten Satteldaches mit Steinplatteneindeckung läuft ein Gesims um. Die Nistkästen im Inneren sind nicht erhalten.
Die direkt südlich gelegenen, von einer Bruchsteinmauer umfriedeten Gärten wurden im Laufe des 16. und des 18. Jahrhunderts angelegt. Steinpfeiler mit aufsitzenden Kugeln flankieren die Eingangspforte.
Die ein- bis zweistöckigen Stallungen entstanden im frühen 19. Jahrhundert. Ihr Mauerwerk besteht aus Bruchstein mit Natursteineinfassungen. Die Hauptfassade ist symmetrisch, mit einem zweistöckigen Mittelteil aufgebaut. Dieser ist mit zwei segmentbogigen Toren ausgeführt. Die flankierenden Flügel setzten sich fort und bilden insgesamt einen U-förmigen Grundriss. Sämtliche Gebäudeteile schließen mit Walmdächern.